# سحال
سحال (به عربی: سحال) یک روستا در سوریه است که در ناحیه تمانعه واقع شده‌است. سحال ۳۶۱ نفر جمعیت دارد.